# Eva Hermans-Kroot
Eva Hermans-Kroot (Tilburg, 11 mei 1998  – aldaar, 30 november 2024) was een Nederlands blogger die haar ervaringen met ongeneeslijke longkanker deelde. Ze verwierf bekendheid door haar Instagrampagina 'Longeneeslijk', de gesprekken die ze live voerde tijdens uitzendingen van Qmusic's 'Mattie en Marieke' en haar deelname aan het televisieprogramma Over Mijn Lijk.

## Biografie
Hermans-Kroot groeide op in Tilburg en volgde een opleiding communicatie aan de Fontys Hogeschool. In maart 2021, op 22-jarige leeftijd, werd bij haar de diagnose ongeneeslijke longkanker vastgesteld. In juli 2023 behaalde ze cum laude haar diploma, ondanks het ontbreken van een stage vanwege haar medische behandelingen.

### Sociale media en publicaties
Kort na haar diagnose startte ze het Instagram-account @longeneeslijk, waar ze haar ziekteproces en dagelijkse leven deelde met meer dan 530.000 volgers. Eva schreef in samenwerking met Hanneke Mijnster het boek Longeneeslijk: Hoe mijn kanker pure pech én puur geluk kon zijn. In het boek beschrijft ze haar ervaringen en inzichten.

### Gezondheidstoestand
Medio augustus 2024 maakte Hermans-Kroot bekend dat ze uitbehandeld was. Ze bleef zich richten op het realiseren van haar doelen, zoals het uitbrengen van haar boek. Op 30 november 2024 werd via het Instagram account van Hermans-Kroot bekendgemaakt dat ze aan haar ziekte is overleden.

### Eerbetoon
Als eerbetoon aan Hermans-Kroot werd een petitie gestart om haar favoriete nummer, Better Days van Dermot Kennedy, de NPO Radio 2 Top 2000 in te krijgen. Op 6 december 2024 werd bekend dat het nummer op de zesde plaats binnenkwam in de hitlijst.
Daarnaast werd er op haar 27e geboortedag een gedenkplaat onthuld in 'haar' Tilburg.

## Mediaoptredens
Hermans-Kroot was regelmatig te gast bij het radioprogramma “Mattie en Marieke” op Qmusic, waar ze haar verhaal deelde. Daarnaast was ze te zien in het tiende seizoen van het BNNVARA-programma Over Mijn Lijk, waarin ze haar leven met een terminale ziekte deelde. Op 16 oktober 2024 was ze te gast bij het Gouden Televizier-Ring Gala.

## Persoonlijk
Eva Hermans-Kroot was getrouwd met Matthijs Hermans, het huwelijk vond plaats op 2 mei 2022.

### Bestseller 60
| Boeken met noteringen in de Nederlandse Bestseller 60 | Jaar van verschijnen | Datum van binnenkomst | Hoogste positie | Aantal weken | Opmerkingen |
| ----------------------------------------------------- | -------------------- | --------------------- | --------------- | ------------ | ----------- |
| Longeneeslijk                                         | 2024                 | 25-12-2024            | 1(4wk)          | 23           |             |